# Gran Premio del Belgio 2016
Il Gran Premio del Belgio 2016 è stata la tredicesima prova del campionato mondiale di Formula 1 2016. La gara, corsa domenica 28 agosto 2016, sul circuito di Spa-Francorchamps, è stata vinta da Nico Rosberg su Mercedes. Rosberg, al suo ventesimo successo nel mondiale, ha preceduto sul traguardo Daniel Ricciardo su Red Bull Racing-TAG Heuer ed il suo compagno di squadra Lewis Hamilton.

## Vigilia

### Aspetti tecnici
Per questa gara la Pirelli, fornitrice unica degli pneumatici, porta mescole di tipo medio, morbido e supermorbido. Ai piloti che affrontano la Q3 viene fornito un extra set di gomme supermorbide, che verrà restituito al termine delle qualifiche. La casa italiana fa testare, nel corso delle prove libere, delle gomme a carcassa più resistente, con l'intento di trovare uno pneumatico che possa sopportare le sollecitazioni dovute al passaggio delle monoposto sui cordoli. A ogni pilota sono attribuiti due set di tali pneumatici sperimentali.
La FIA stabilisce due zone per l'utilizzo del Drag Reduction System: la prima lungo il rettilineo del Kemmel, con punto per la determinazione del distacco tra piloti posto dopo la Source. La seconda zona è stabilita sul rettilineo dei box, e detection point fissato prima della chicane del Bus Stop.
Viene posizionata dell'erba sintetica, su una superficie più ampia del passato, all'esterno delle curve Les Combes e Stavelot.
Lewis Hamilton avrebbe dovuto essere penalizzato di cinque posizioni sulla griglia di partenza, per l'utilizzo della sesta power unit in stagione. Inizialmente era stato ipotizzato che il campione del mondo potesse effettuare tale sostituzione nel successivo Gran Premio d'Italia. A causa della sostituzione di altre componenti il britannico sarà penalizzato invece di almeno 15 posizioni.
La Honda fornisce alla McLaren una versione evoluta del motore, che verrà testata da entrambi i piloti nel corso delle prove libere, in vista di un possibile impiego in qualifica e gara. Per tale nuova versione la casa giapponese ha utilizzato sette dei 16 gettoni di sviluppo disponibili per la stagione 2016. Anche la Mercedes presenta una nuova versione della propria power unit. In questo caso spendendo 5 gettoni di sviluppo.

### Aspetti sportivi
Esteban Ocon, pilota francese, collaudatore della Renault, ma legato alla Mercedes, sostituisce, quale titolare, alla Manor, Rio Haryanto. Haryanto è confermato quale pilota di riserva. Ocon ha pilotato, in diverse occasioni, in passato, nelle prove del venerdì; la prima occasione fu al Gran Premio di Abu Dhabi 2014 con la Lotus. Ocon sceglie il numero 31, non utilizzato più dal Gran Premio d'Australia 1994 (David Brabham disputò la gara con quel numero alla guida della Simtek, ritirandosi).
Danny Sullivan è nominato commissario aggiunto per la gara da parte della FIA. Il pilota statunitense ha già svolto tale funzione spesso, in passato. L'ultima occasione è stata nel Gran Premio del Messico 2015.
Il personale della Scuderia Ferrari e della Pirelli espone il lutto al braccio in onore delle vittime del terremoto del Centro Italia; analoga iniziativa è presa dai membri della FIA e della FOM.

## Prove

### Resoconto
Nico Rosberg precede l'altro pilota della Mercedes, Lewis Hamilton, di sette decimi, al termine della prima sessione di prove libere. I due piloti hanno però effettuato due scelte diverse in merito agli pneumatici. Rosberg ha ottenuto il tempo migliore utilizzando le gomme supersoft, anche se nel corso della sessione ha prediletto la prova della mescola media. Rosberg, assieme a Daniel Ricciardo e Nico Hülkenberg ha testato, nel giro d'installazione, la protezione denominata Halo, che ha lo scopo di salvaguardare il capo del pilota.
A 69 millesimi da Hamilton ha chiuso Kimi Räikkönen, della Ferrari. Molti piloti hanno sofferto per dei problemi tecnici: Fernando Alonso ha potuto compiere solo tre giri per un guasto alla parte ibrida della power unit, mentre è stato limitato il chilometraggio anche per Romain Grosjean e Jolyon Palmer.
Al termine delle prime prove libere Marcus Ericsson è costretto a montare il sesto turbo della stagione. Per tale ragione è penalizzato di 10 posizioni sulla griglia di partenza. Sulla McLaren di Fernando Alonso, dopo i guai della sessione mattutina, è rimontata una vecchia power unit, abbandonando così il test sulla nuova versione.
La seconda sessione del venerdì è caratterizzata dalla doppietta della Red Bull Racing, nelle prime due posizioni della classifica dei tempi. Max Verstappen ha prevalso su Daniel Ricciardo, mentre al terzo posto si è posizionato il primo pilota con una monoposto a motore Mercedes, ovvero Nico Hülkenberg. I due piloti della stessa Mercedes hanno preferito effettuare delle simulazioni di gara, senza ricercare un tempo significativo. Rosberg ha anche evidenziato dei problemi alla temperatura dell'acqua del motore. Le Ferrari cedono qualche posizione: il caldo della posta non favorisce la scelta degli pneumatici mescola super soft, fatta dalla scuderia di Maranello. Valtteri Bottas, della Williams, è rimasto a lungo ai box, per un guasto elettronico.
Kimi Räikkönen ha colto il miglior tempo nella sessione di sabato. Il ferrarista ha preceduto Daniel Ricciardo e l'altro pilota della scuderia italiana, Sebastian Vettel. La prestazione della Ferrari è stata favorita dalle più basse temperature dell'asfalto, rispetto alla giornata del venerdì. Più indietro le Mercedes, che ha effettuato una simulazione di gara con gomme medie e serbatoio pieno. Esteban Gutiérrez ha sfiorato la collisione con Pascal Wehrlein al Raidillon, rallentando eccessivamente, al termine di un giro lanciato. Per tale manovra il messicano è stato penalizzato di 5 posizioni sulla griglia di partenza e 3 punti sulla Superlicenza. Anche una manovra di Kevin Magnussen, a Blanchimont, ha costretto Vettel ha porre la vettura fuori dal tracciato, senza però danni.
Al termine delle prove Lewis Hamilton omologa il terzo motore del weekend, ciò comporta l'utilizzo del sesto sei cilindri, in stagione, della sesta MGU-K, dell'ottavo MGU-H e ottavo turbo. Ciò comporta una penalizzazione di 55 posizioni sulla griglia di partenza. Inoltre la rimozione del sigillo del cambio aveva spinto i commissari a far partire l'inglese dalla pit lane, per poi ripensarci e comminargli ulteriori 5 posizioni di penalità, per un totale di 60.

### Risultati
Nella prima sessione del venerdì si è avuta questa situazione: 
| Pos | Nº | Pilota         | Costruttore | Tempo    | Gap    | Giri |
| --- | -- | -------------- | ----------- | -------- | ------ | ---- |
| 1   | 6  | Nico Rosberg   | Mercedes    | 1'48"348 |        | 27   |
| 2   | 44 | Lewis Hamilton | Mercedes    | 1'49"078 | +0"730 | 25   |
| 3   | 7  | Kimi Räikkönen | Ferrari     | 1'49"147 | +0"799 | 24   |

Nella seconda sessione del venerdì si è avuta questa situazione: 
| Pos | Nº | Pilota           | Costruttore               | Tempo    | Gap    | Giri |
| --- | -- | ---------------- | ------------------------- | -------- | ------ | ---- |
| 1   | 33 | Max Verstappen   | Red Bull Racing-TAG Heuer | 1'48"085 |        | 27   |
| 2   | 3  | Daniel Ricciardo | Red Bull Racing-TAG Heuer | 1'48"341 | +0"256 | 27   |
| 3   | 27 | Nico Hülkenberg  | Force India-Mercedes      | 1'48"657 | +0"572 | 30   |

Nella sessione del sabato mattina si è avuta questa situazione: 
| Pos | Nº | Pilota           | Costruttore               | Tempo    | Gap    | Giri |
| --- | -- | ---------------- | ------------------------- | -------- | ------ | ---- |
| 1   | 7  | Kimi Räikkönen   | Ferrari                   | 1'47"974 |        | 11   |
| 2   | 3  | Daniel Ricciardo | Red Bull Racing-TAG Heuer | 1'48"189 | +0"215 | 18   |
| 3   | 5  | Sebastian Vettel | Ferrari                   | 1'48"297 | +0"323 | 12   |

## Qualifiche

### Resoconto
La temperatura più elevata, rispetto alla mattina, rende in dubbio la tenuta delle gomme supersoft, per più di un giro. La sessione viene presto comandata da Nico Rosberg, mentre Lewis Hamilton, sicuro di dover partire dal fondo dello schieramento, a seguito della penalizzazione ricevuta, affronta la pista in maniera più tranquilla. I piloti sono avvisati di non tagliare la pista al Raidillon: per tale ragione Kevin Magnussen si vede annullato un tempo.
Fernando Alonso, anche lui già penalizzato, è costretto a fermare la sua vettura per problemi tecnici, senza riuscire a ottenere tempi validi per lo schieramento.
La temperatura dell'asfalto s'abbassa, tanto che i piloti montano gomme della mescola più morbida. Ciò consente a Pascal Wehrlein di ottenere il nono tempo, e qualificarsi per la seconda fase. Vengono eliminati, oltre ad Alonso, anche Hamilton, le due Sauber, Daniil Kvjat e Esteban Ocon. Felipe Massa ottiene il tempo più rapido, davanti alle due Ferrari.
La scelta delle gomme in Q2 è decisiva anche per la gara. Rosberg e le Ferrari montano le morbide, mentre gli altri piloti, a rischio taglio, optano per le supermorbide. Alla Red Bull vi è una scelta diversa, con Verstappen con le supermorbide e Ricciardo con le morbide. Nico Rosberg ottiene il miglior tempo, l'unico sotto il muro del minuto e quarantasette. Vettel, quarto, rimonta, negli ultimi minuti, le gomme a mescola più morbida. Vengono eliminati Wehrlein, le due Haas, le due Renault e Sainz.
Nell'ultima fase Nico Rosberg sopravanza tutti gli avversari, anche se Max Verstappen segna un tempo di un solo decimo e mezzo superiore a quello del tedesco. Dietro si pone l'altro pilota della Red Bull Racing, Ricciardo. Massa rovina il suo primo tentativo con un bloccaggio di ruote, così come Kimi Räikkönen, largo nel secondo settore. Col secondo tentativo il finlandese è però capace di superare Sebastian Vettel, e porsi così terzo. Nessuno degli altri piloti migliora invece. Nico Rosberg conquista la sua ventottesima pole position, la sessantacinquesima per la Mercedes. Verstappen, per la prima volta, ottiene la prima fila, diventando così, a 18 anni e 332 giorni, il più giovane pilota a ottenere tale risultato, battendo il record che apparteneva a Ricardo Rodríguez, che durava dal Gran Premio d'Italia 1961.

### Risultati
Nella sessione di qualifica si è avuta questa situazione:
| Pos                         | Nº | Pilota            | Costruttore               | Q1          | Q2       | Q3       | Griglia |
| --------------------------- | -- | ----------------- | ------------------------- | ----------- | -------- | -------- | ------- |
| 1                           | 6  | Nico Rosberg      | Mercedes                  | 1'48"019    | 1'46"999 | 1'46"744 | 1       |
| 2                           | 33 | Max Verstappen    | Red Bull Racing-TAG Heuer | 1'48"407    | 1'47"163 | 1'46"893 | 2       |
| 3                           | 7  | Kimi Räikkönen    | Ferrari                   | 1'47"912    | 1'47"664 | 1'46"910 | 3       |
| 4                           | 5  | Sebastian Vettel  | Ferrari                   | 1'47"802    | 1'47"944 | 1'47"108 | 4       |
| 5                           | 3  | Daniel Ricciardo  | Red Bull Racing-TAG Heuer | 1'48"407    | 1'48"027 | 1'47"216 | 5       |
| 6                           | 11 | Sergio Pérez      | Force India-Mercedes      | 1'48"106    | 1'47"485 | 1'47"407 | 6       |
| 7                           | 27 | Nico Hülkenberg   | Force India-Mercedes      | 1'48"080    | 1'47"317 | 1'47"543 | 7       |
| 8                           | 77 | Valtteri Bottas   | Williams-Mercedes         | 1'48"655    | 1'47"918 | 1'47"612 | 8       |
| 9                           | 22 | Jenson Button     | McLaren-Honda             | 1'48"700    | 1'48"051 | 1'48"114 | 9       |
| 10                          | 19 | Felipe Massa      | Williams-Mercedes         | 1'47"738    | 1'47"667 | 1'48"263 | 10      |
| 11                          | 8  | Romain Grosjean   | Haas-Ferrari              | 1'48"751    | 1'48"316 | N.D.     | 11      |
| 12                          | 20 | Kevin Magnussen   | Renault                   | 1'48"800    | 1'48"485 | N.D.     | 12      |
| 13                          | 21 | Esteban Gutiérrez | Haas-Ferrari              | 1'48"748    | 1'48"598 | N.D.     | 18      |
| 14                          | 30 | Jolyon Palmer     | Renault                   | 1'48"901    | 1'48"888 | N.D.     | 13      |
| 15                          | 55 | Carlos Sainz Jr.  | STR-Ferrari               | 1'48"876    | 1'49"038 | N.D.     | 14      |
| 16                          | 94 | Pascal Wehrlein   | Manor-Mercedes            | 1'48"554    | 1'49"320 | N.D.     | 15      |
| 17                          | 12 | Felipe Nasr       | Sauber-Ferrari            | 1'48"949    | N.D.     | N.D.     | 16      |
| 18                          | 31 | Esteban Ocon      | Manor-Mercedes            | 1'49"050    | N.D.     | N.D.     | 17      |
| 19                          | 26 | Daniil Kvjat      | STR-Ferrari               | 1'49"058    | N.D.     | N.D.     | 19      |
| 20                          | 9  | Marcus Ericsson   | Sauber-Ferrari            | 1'49"071    | N.D.     | N.D.     | PL      |
| 21                          | 44 | Lewis Hamilton    | Mercedes                  | 1'50"033    | N.D.     | N.D.     | 21      |
| Tempo limite 107%: 1'55"279 |    |                   |                           |             |          |          |         |
| NQ                          | 14 | Fernando Alonso   | McLaren-Honda             | senza tempo | N.D.     | N.D.     | 22      |

In grassetto sono indicate le migliori prestazioni in Q1, Q2 e Q3.

## Gara

### Resoconto

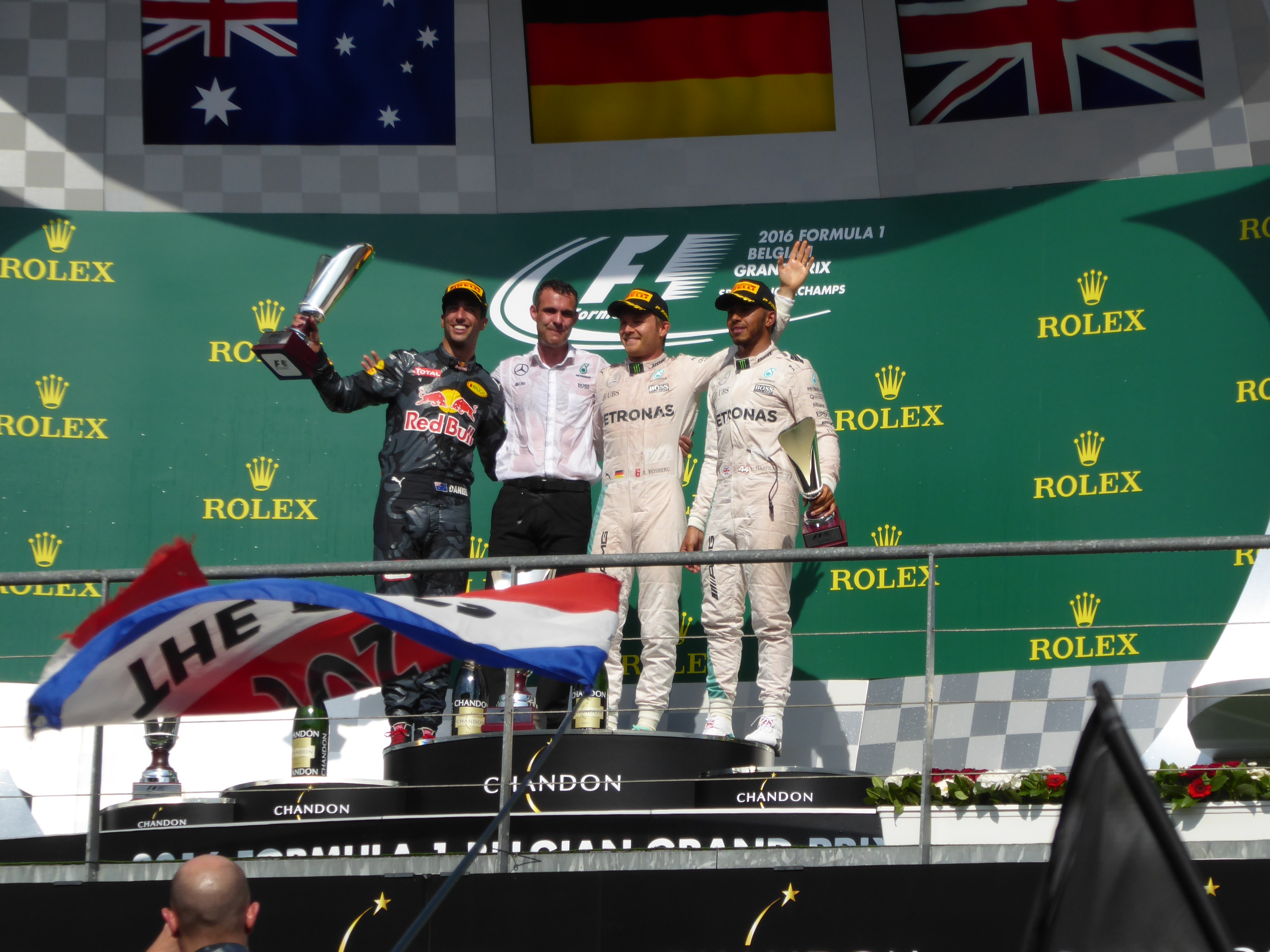
Il podio al termine della gara.

Nico Rosberg prende il comando al via della gara, mentre, subito alla prima curva, vi è un contatto tra le due Ferrari e Max Verstappen. L'olandese e Kimi Räikkönen hanno la vettura danneggiata, ma proseguono il gran premio, anche se nelle posizioni di rincalzo, dovendo transitare ai box per delle riparazioni. Vettel, invece, è rallentato da un testacoda.
Dietro a Rosberg si pone Nico Hülkenberg, mentre l'altro pilota della Red Bull Racing, Daniel Ricciardo, si porta al terzo posto, seguito da Felipe Massa, Romain Grosjean e Valtteri Bottas. Carlos Sainz Jr. passa su dei detriti ed è costretto al ritiro: la gomma posteriore sinistra esplode, danneggiando irreparabilmente la sua vettura. Viene stabilita la Virtual Safety Car, per consentire agli addetti del tracciato di pulire la pista.
Massa va ai box, Bottas passa Grosjean, così come Sergio Pérez, che è quinto. Al sesto giro Kevin Magnussen sbatte violentemente al Raidillon: la Renault è distrutta. La direzione di gara invia in pista prima la safety car, poi interrompe il gran premio con la bandiera rossa. Il pilota, intanto, esce dalla vettura in buone condizioni fisiche, anche se viene portato all'Ospedale di Verviers, dove viene dimesso con solo un taglio a una caviglia. Si ritirano, per incidente, anche Jenson Button e Pascal Wehrlein.
Alla ripartenza comanda sempre Nico Rosberg, davanti a Ricciardo, Nico Hülkenberg, poi Fernando Alonso, Lewis Hamilton, (i primi quattro non hanno cambiato gli pneumatici in regime di safety car) Felipe Massa e Daniil Kvjat. Un giro dopo Hamilton passa Alonso. Nelle retrovie Vettel è autore di una bella rimonta: prima passa Grosjean al giro 16, poi, un giro dopo, anche Kvjat, ponendosi ottavo, dietro a Pérez.
Al diciassettesimo giro Hamilton passa anche Nico Hülkenberg, entrando sul podio virtuale della gara. Dopo quattro giri il britannico va al suo primo cambio gomme, penalizzato però da una piccola imperfezione dei meccanici; rientra in pista nono. Due giri dopo effettuano la sosta anche Nico Hülkenberg e Fernando Alonso: i due si trovano appaiati nella corsia dei box, ove prevale il tedesco. Al giro 25 tentativo di sorpasso di Vettel su Verstappen alla Source: il tedesco ha la meglio ma viene ripassato sul successivo rettifilo del Kemmel.
Al ventiseiesimo passaggio si ferma anche Rosberg, che mantiene il comando della gara. Un giro dopo Vettel passa definitivamente Verstappen che, subito dopo, va ai box per il cambio gomme. La classifica, dietro a Rosberg, vede sempre Ricciardo, seguito da Hamilton, Hülkenberg, Alonso, Massa, Pérez, Vettel, Bottas e Räikkönen.
Al giro 32 Hamilton effettua ancora un a sosta, mentre Sergio Pérez passa Massa. Hamilton, che ha ceduto la terza piazza a Hülkenberg, la recupera nel giro seguente. Nello stesso giro Vettel strappa ancora una posizione a Massa. Il tedesco ha la meglio anche su Alonso, scalando sesto, dietro alle Force India. Anche l'altro ferrarista, Kimi Räikkönen, riesce a passare Felipe Massa, portandosi al nono posto.
Nico Rosberg giunge primo, conquistando la ventesima vittoria nel mondiale di Formula 1, e comandando la gara per la sua intera lunghezza.

### Risultati
I risultati del Gran Premio sono i seguenti:
| Pos | Nº | Pilota            | Costruttore          | Giri | Tempo/Ritiro              | Griglia | Punti |
| --- | -- | ----------------- | -------------------- | ---- | ------------------------- | ------- | ----- |
| 1   | 6  | Nico Rosberg      | Mercedes             | 44   | 1h44'51"058               | 1       | 25    |
| 2   | 3  | Daniel Ricciardo  | Red Bull-TAG Heuer   | 44   | +14"113                   | 5       | 18    |
| 3   | 44 | Lewis Hamilton    | Mercedes             | 44   | +27"634                   | 21      | 15    |
| 4   | 27 | Nico Hülkenberg   | Force India-Mercedes | 44   | +35"907                   | 7       | 12    |
| 5   | 11 | Sergio Pérez      | Force India-Mercedes | 44   | +40"660                   | 6       | 10    |
| 6   | 5  | Sebastian Vettel  | Ferrari              | 44   | +45"394                   | 4       | 8     |
| 7   | 14 | Fernando Alonso   | McLaren-Honda        | 44   | +59"445                   | 22      | 6     |
| 8   | 77 | Valtteri Bottas   | Williams-Mercedes    | 44   | +1'00"151                 | 8       | 4     |
| 9   | 7  | Kimi Räikkönen    | Ferrari              | 44   | +1'01"109                 | 3       | 2     |
| 10  | 19 | Felipe Massa      | Williams-Mercedes    | 44   | +1'05"873                 | 10      | 1     |
| 11  | 33 | Max Verstappen    | Red Bull-TAG Heuer   | 44   | +1'11"138                 | 2       |       |
| 12  | 21 | Esteban Gutiérrez | Haas-Ferrari         | 44   | +1'13"877                 | 18      |       |
| 13  | 8  | Romain Grosjean   | Haas-Ferrari         | 44   | +1'16"474                 | 11      |       |
| 14  | 26 | Daniil Kvjat      | STR-Ferrari          | 44   | +1'27"097                 | 19      |       |
| 15  | 30 | Jolyon Palmer     | Renault              | 44   | +1'33"165                 | 13      |       |
| 16  | 31 | Esteban Ocon      | Manor-Mercedes       | 43   | +1 giro                   | 17      |       |
| 17  | 12 | Felipe Nasr       | Sauber-Ferrari       | 43   | +1 giro                   | 16      |       |
| Rit | 20 | Kevin Magnussen   | Renault              | 5    | Incidente                 | 12      |       |
| Rit | 9  | Marcus Ericsson   | Sauber-Ferrari       | 3    | Cambio                    | PL      |       |
| Rit | 55 | Carlos Sainz Jr.  | STR-Ferrari          | 1    | Foratura                  | 14      |       |
| Rit | 22 | Jenson Button     | McLaren-Honda        | 1    | Collisione con P.Wehrlein | 9       |       |
| Rit | 94 | Pascal Wehrlein   | Manor-Mercedes       | 0    | Collisione con J.Button   | 15      |       |

## Classifiche mondiali

### Piloti
| Pos | Pilota            | Punti |
| --- | ----------------- | ----- |
| 1   | Lewis Hamilton    | 232   |
| 2   | Nico Rosberg      | 223   |
| 3   | Daniel Ricciardo  | 151   |
| 4   | Sebastian Vettel  | 128   |
| 5   | Kimi Räikkönen    | 124   |
| 6   | Max Verstappen    | 115   |
| 7   | Valtteri Bottas   | 62    |
| 8   | Sergio Pérez      | 58    |
| 9   | Nico Hülkenberg   | 45    |
| 10  | Felipe Massa      | 39    |
| 11  | Fernando Alonso   | 30    |
| 12  | Carlos Sainz Jr.  | 30    |
| 13  | Romain Grosjean   | 28    |
| 14  | Daniil Kvjat      | 23    |
| 15  | Jenson Button     | 17    |
| 16  | Kevin Magnussen   | 6     |
| 17  | Pascal Wehrlein   | 1     |
| 18  | Stoffel Vandoorne | 1     |

### Costruttori
| Pos | Costruttore          | Punti |
| --- | -------------------- | ----- |
| 1   | Mercedes             | 455   |
| 2   | Red Bull-TAG Heuer   | 274   |
| 3   | Ferrari              | 252   |
| 4   | Force India-Mercedes | 103   |
| 5   | Williams-Mercedes    | 101   |
| 6   | McLaren-Honda        | 48    |
| 7   | Toro Rosso-Ferrari   | 45    |
| 8   | Haas-Ferrari         | 28    |
| 9   | Renault              | 6     |
| 10  | Manor-Mercedes       | 1     |

## Polemiche dopo la gara
Il comportamento di Max Verstappen è stato criticato da parte della Scuderia Ferrari, che ha svelato di aver chiesto dei provvedimenti alla federazione, in merito ad alcune manovre effettuate da Verstappen sia all'inizio della gara, sia nei confronti di Kimi Räikkönen, nel corso di un tentativo di sorpasso. Räikkönen ha criticato lo stile di guida di Verstappen, avvertendo di come questo possa essere foriero d'incidenti. Anche Toto Wolff, team principal della Mercedes, ha stigmatizzato il comportamento in pista di Verstappen, pur riconoscendo la spettacolarità della sua guida. Secondo Christian Horner, della Red Bull Racing, il comportamento del suo pilota è stato entro i limiti del regolamento.
Verstappen si è invece difeso, incolpando i due piloti della Ferrari per l'incidente alla prima curva.